# Битва при Тиндарисе
Битва при Тиндарисе — морское сражение, произошедшее в 257 году до н. э. между римским и карфагенским флотами в ходе первой Пунической войны.
Когда карфагенская эскадра проходила мимо города Тиндарида на северном побережье Сицилии, её заметили со стороны гавани. Так как карфагеняне не соблюдали боевого порядка, консул Гай Атилий Регул погнался за ними. Регул с частью флота настигал врагов, когда те развернулись и атаковали. Передовые корабли римлян были окружены и потоплены, но основные силы римской эскадры смогли добиться успеха, после чего карфагеняне отступили к Липарским островам.